# Hildale (Utah)
Hildale es una ciudad del condado de Washington, estado de Utah, Estados Unidos. Se calcula que para 2012 contaba con una población de 2921 habitantes.
Hildale es una ciudad que se encuentra geográficamente pegada a Colorado City, Arizona, de forma que parecen una única ciudad. Las dos ciudades están junto a la frontera entre los estados de Utah y Arizona. En Hildale está la sede central de la Iglesia Fundamentalista de Jesucristo de los Santos de los Últimos Días (Fundamentalist Church of Jesus Christ of Latter Day Saints o FLDS). Muchos adultos de la comunidad practican la poligamia. De hecho, la mayor parte de funcionarios del gobierno, incluyendo la fuerza de policía son miembros de la FLDS, la comunidad es conocida por tener como una atmósfera de prisión para cualquier mujer que intenta dejar el modo de vivir polígamo.